# Husassistent
En husassistent eller tjenestepige er en pige, der bor og arbejder for andre familier med husarbejde. Hvis børnepasning er hendes vigtigste opgave, er hun barnepige.
I 1914 blev navnet officielt ændret i Danmark fra "tjenestepige" til "husassistent". Sverige fulgte efter i 1917 med ordet hembiträde.
Husassistenter spillede endnu i første halvdel af 1900-tallet en betydelig rolle. Ifølge folketællingerne var der inden for "Husgerning m.v." i 1930 212.655 husassistenter,  en forøgelse fra 1921 på 31,4 %.